# Richard Pianaro
Richard Pianaro (né le 1er septembre 1949 à Gap) est un coureur cycliste français, professionnel en 1975.

## Palmarès
- Amateur
  - 1972-1974 : 31 victoires

- 1973
  - Annemasse-Bellegarde-Annemasse

- 1974
  - Circuit de Saône-et-Loire
  - Grand Prix de Cours-la-Ville

- 1975
  - 3e du Circuit de l'Indre

## Résultats sur les grands tours

### Tour de France
1 participation
- 1975 : 64e